# Gabinete Caligari
Gabinete Caligari fue un grupo de rock español, integrado dentro de la corriente conocida como movida madrileña, y que tuvo una extensa y exitosa carrera que se prolongó durante 18 años, dando como resultado un total de ocho álbumes, dos recopilatorios oficiales y diversos sencillos pertenecientes a sus primeros años.
Algunos de sus temas más conocidos son Cuatro rosas, Camino Soria, La culpa fue del cha-cha-cha y Al calor del amor en un bar.

## Historia

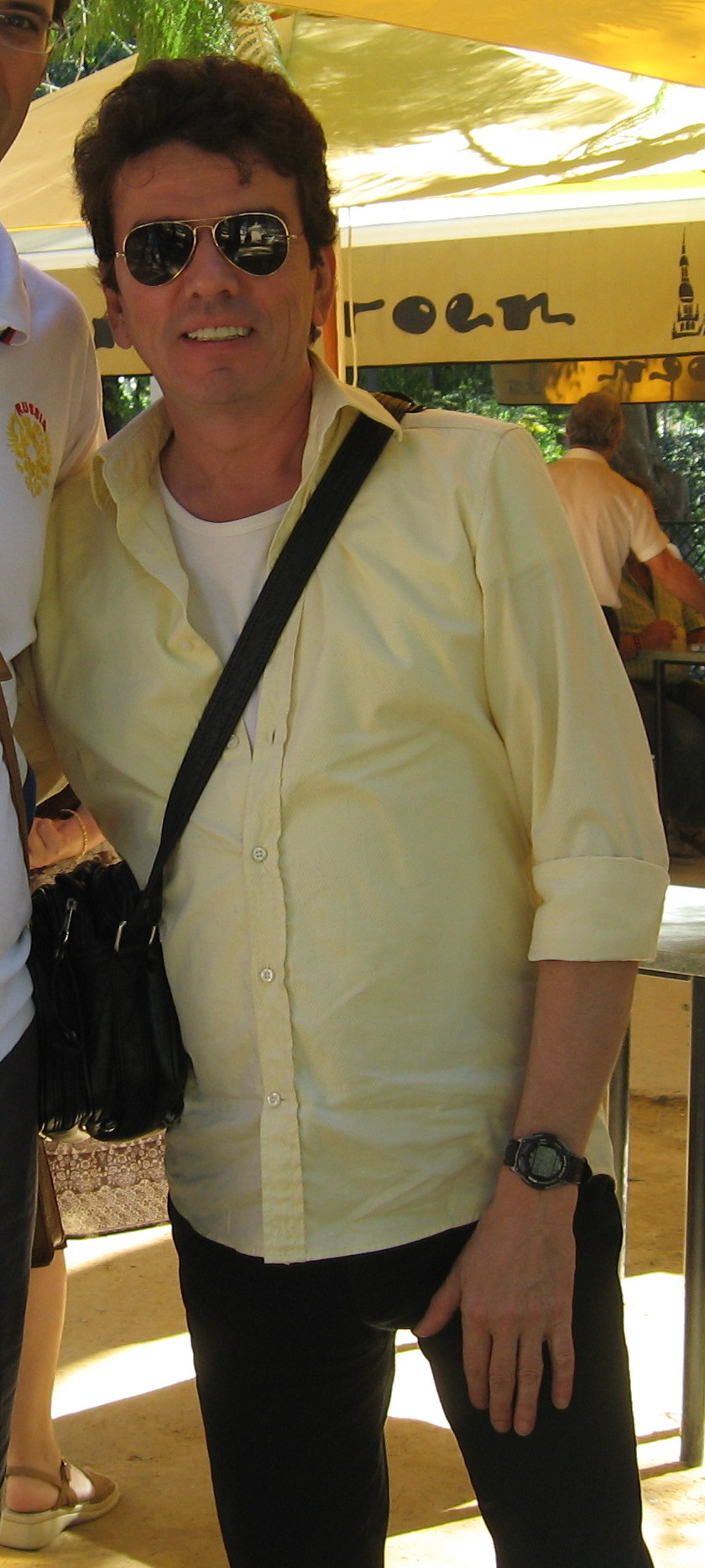
Jaime Urrutia.

Los orígenes del grupo se remontan a 1977, cuando se forma la banda Rigor Mortis en la que participan Jaime, Ferni y Edi junto con Eugenio Haro. Esta banda solamente da un concierto y se disuelve rápidamente, tras la marcha de Edi. Con lo cual, pasa a llamarse Los Drugos formada por los tres miembros restantes. Esta banda es más efímera aún que Rigor Mortis, ya que Jaime ingresa en Ejecutivos Agresivos. Los dos miembros restantes de Los Drugos forman la banda Automáticos rescatando a Edi. Esta nueva formación también es efímera y tras la disolución de Ejecutivos agresivos, se reúnen de nuevo Jaime, Edi y Ferni para formar Gabinete Caligari (la cual iba a llamarse en un principio Los Dandies).
Gabinete Caligari se forma en 1981 con Jaime Urrutia (voz y guitarra), estudiante de filología semítica, Fernando Ferni Presas (bajo) y Eduardo Edi Clavo (batería), estudiantes de la Facultad de Ciencias de la Información de la Universidad Complutense de Madrid. Previamente habían militado en Ejecutivos Agresivos (Jaime) y en Ella y los Neumáticos (Edi y Ferni) pero, influidos por el post-punk británico, y por la personalidad de Eduardo Benavente, se adentraron en sonidos más oscuros que los que se solían tocar en la época.
El nombre del grupo hace referencia a la película de terror alemana de 1920 El gabinete del Doctor Caligari, película clave del expresionismo alemán. De hecho, la canción Sombras negras alude a dicha película.
En su época afterpunk su imagen y actitud tenía un marcado carácter provocativo y sus canciones tenían un contenido que evocaba desde la época de entreguerras, hasta relaciones sadomasoquistas. Temas representativos de esa etapa fueron Olor a carne quemada, ¿Cómo perdimos Berlín? o la emblemática Golpes.
Sus primeros discos se caracterizaron por una reinvención constante. De esa forma, hacia 1983 inauguran una nueva corriente que fue bautizada como 'Rock Torero'. Se trataba de pop influenciado por sonidos castizos (del folclore español), tales como el pasodoble. Esta influencia ya se deja notar en su primer álbum, en el que se mezclan canciones oscuras como Héroes de la URSS o Grado 33, con otras de esta nueva hornada como Sangre Española o Que Dios reparta suerte. Esta mezcla de rock con ritmos populares será una máxima en la carrera del grupo, logrando con ella temas tan populares com0 Al calor del amor en un bar, La culpa fue del cha-cha-cha, Camino Soria o Cuatro rosas.
Alcanzan su máxima popularidad con los álbumes Camino Soria y Privado. A partir de ese momento su éxito empieza a decaer lentamente. Ya en los 90, el estilo musical que defienden no recibe el visto bueno del gran público y, a pesar de mantener la calidad, no adaptar el sonido a la escena que se estaba viviendo termina pasándoles factura. Así, en 1999 se disuelve oficialmente el grupo, en parte por la nula atención que los medios habían prestado a sus dos últimos trabajos, Gabinetíssimo y ¡Subid la Música!.
En 2002 Jaime Urrutia comenzó una carrera en solitario, publicando varios discos. Edi Clavo y Ferni Presas fundaron el grupo Paraphernalia, que se disolvió al poco tiempo, y han continuado ensayando juntos.
En 2016 se publica su primer disco en directo, el cual corresponde a una actuación del 11 de febrero de 1984, que ha permanecido en el almacén de DRO durante más de 30 años.
En marzo de 2018, y como homenaje a su disco más emblemático, se ha publicado una versión remasterizada del LP Camino Soria, así como un libro de  Eduardo Edi Clavo con igual título (y publicado por la editorial Contra) en el que el exbatería del grupo narra la génesis, influencias y desarrollo del mencionado disco.

## Discografía

### Discos de estudio
- Parálisis Permanente/Gabinete Caligari (Tic Tac, 1981/Reedición por Tres Cipreses, 1983). EP compartido con Parálisis Permanente.
- Obediencia (Tres Cipreses, 1982). EP.
- Que Dios reparta suerte (DRO/Tres Cipreses, 1983).
- Cuatro Rosas (DRO/Tres Cipreses, 1985). Miniálbum.
- Al calor del amor en un bar (DRO/Tres Cipreses, 1986).
- Camino Soria (EMI, 1987).
- Privado (EMI, 1989).
- Cien Mil Vueltas (EMI, 1991).
- Gabinetíssimo (Mercury Records, 1995).
- ¡Subid la Música! (Get, 1998).

### Recopilatorios
- Los singles (DRO/Tres Cipreses, 1987).
- Héroes de los 80 (DRO, 1991).
- Sombras negras (DRO/Tres Cipreses, 1993).
- Grandes éxitos (EMI, 1993).
- La culpa fue de Gabinete (EMI, 2004).
- Grandes éxitos (EMI, 2005).
- Lo Mejor de Gabinete Caligari (EMI, 2009).
- Solo se vive una vez. Colección definitiva (Warner Music Spain, 2019).

### Sencillos
- Golpes (1981).
- Olor a Carne Quemada (1982).
- Obediencia (1982).
- Sangre Española (1983).
- Que Dios Reparta Suerte (1983).
- Cuatro Rosas (1984).
- Haciendo el Bobo (1985).
- Gasolina con ricino (BSO Madrid Tránsito) (1985).
- ¡Caray! (1985).
- Al calor del amor en un bar (1986).
- Malditos Refranes (1986).
- El Juego y el Juguete (1986).
- La sangre de tu tristeza (1987).
- Camino Soria (1988).
- Suite nupcial (1988).
- Tócala, Uli (1988).
- Sólo se vive una vez (1989).
- Amor de madre (1990).
- Amor Prohibido (1990).
- La culpa fue del cha cha cha (1990).
- La culpa fue del cha-cha-cha (remezcla) (1990).
- Lo Mejor de Ti (1991).
- Queridos Camaradas (1992).
- Como un Animal (1992).
- Viaje al Averno (1992).
- Delirios de Grandeza (1993).
- Truena (1995).
- Un Petardo en el C (1995).
- En Paro (1998).
- Nadie me va a Añorar (1998).
- Underground (1998).

### DVD
- A Tope (1983).
- La filmoteca del Dr. Caligari (EMI, 2004).

### Directos
- Gabinete Caligari en directo (2016).

### Libros
- Gabinete Caligari: el lado más chulo de la movida (Jesús Rodríguez Lenin, Temas de Hoy/Editorial Planeta, 2004)
- Camino Soria (Eduardo Edi Clavo,  Editorial Contra, 2018)
- Como perdimos Madrid (Carlos H. Vázquez, Silex, 2025)

## Versiones
- En 2022 el músico madrileño José Riaza lanza una versión de "Amor de madre" en su álbum Cleptomanías II.